# Miroslav Chlpek
Miroslav Chlpek (* 9. prosince 1956, Handlová) je bývalý slovenský fotbalista, záložník. Po skončení aktivní kariéry pracoval jako správce trnavského stadionu.

## Fotbalová kariéra
V československé lize hrál za Spartak Trnava. Nastoupil v 59 ligových utkáních a dal 5 gólů. V nižších soutěžích hrál za Lokomotívu Bučinu Zvolen a Slovan Agro Levice.

## Ligová bilance
| Ročník                                      | Zápasy | Góly | Klub                     |
| ------------------------------------------- | ------ | ---- | ------------------------ |
| 1. československá fotbalová liga 1977/78    | 21     | 1    | Spartak Trnava           |
| 1. československá fotbalová liga 1978/79    | 28     | 4    | Spartak Trnava           |
| 1. československá fotbalová liga 1979/80    | 10     | 0    | Spartak Trnava           |
| 1. slovenská národní fotbalová liga 1980/81 | -      | -    | Lokomotíva Bučina Zvolen |
| 2. slovenská národní fotbalová liga 1981/82 | -      | -    | Lokomotíva Bučina Zvolen |
| 2. slovenská národní fotbalová liga 1982/83 | 27     | 3    | Lokomotíva Bučina Zvolen |
| 1. slovenská národní fotbalová liga 1982/83 | 13     | 1    | Slovan Agro Levice       |
| 1. slovenská národní fotbalová liga 1983/84 | 26     | 7    | Slovan Agro Levice       |
| 1. slovenská národní fotbalová liga 1984/85 | 23     | 0    | Slovan Agro Levice       |
| 1. slovenská národní fotbalová liga 1985/86 | 26     | 7    | Slovan Agro Levice       |
| 1. slovenská národní fotbalová liga 1986/87 | 21     | 1    | Slovan Agro Levice       |
| 1. slovenská národní fotbalová liga 1987/88 | 22     | 0    | Slovan Agro Levice       |
| 1. slovenská národní fotbalová liga 1988/89 | 11     | 0    | Slovan Agro Levice       |
| CELKEM 1. liga                              | 59     | 5    |                          |